# Mieldes
Mieldes es una parroquia del concejo de Cangas del Narcea, situada en el Principado de Asturias, España. 

## Extensión y poblaciones cercanas
Tiene una extensión de 11,55 km², y comprende las entidades de Mieldes y Dagüeño, que suman un total de 136 habitantes.
Las poblaciones más cercanas son Becerrales, a 1,4 km de distancia, Cadrijuela, a 1,9 km y Valcabo a 2,3 km.

## Fiesta
Esta parroquia está puesta bajo la advocación de San Bartolomé (Samartuelo), y celebra su fiesta el 24 de agosto.

## Iglesia
La iglesia parroquial se encuentra en la entrada de Mieldes. Fue semidestruida en el año 1936 siendo restaurada y modificada posteriormente. En su interior destaca su bóveda de cañón decorada con pinturas populares.